# Albillos (kommunhuvudort)
Albillos är en kommunhuvudort i Spanien.   Den ligger i provinsen Provincia de Burgos och regionen Kastilien och Leon, i den norra delen av landet, 210 km norr om huvudstaden Madrid. Albillos ligger 831 meter över havet och antalet invånare är 212.
Terrängen runt Albillos är huvudsakligen platt. Albillos ligger nere i en dal. Runt Albillos är det glesbefolkat, med 12 invånare per kvadratkilometer. Närmaste större samhälle är Burgos, 10,1 km nordost om Albillos. Trakten runt Albillos består till största delen av jordbruksmark.